# Presidente electo de los Estados Unidos
El presidente electo de los Estados Unidos (en inglés: President-elect of the United States) es aquel candidato que se considera ganador oficioso de las elecciones presidenciales de los Estados Unidos en noviembre, tras constatarlo la Administración de Servicios Generales, y quien gana finalmente la elección cuando el Colegio Electoral vota en diciembre y se realiza el recuento en una sesión conjunta del Congreso en enero.
La figura del presidente electo tiene rango constitucional y está definida en la Vigésima Enmienda a la Constitución de los Estados Unidos. En el sentido constitucional, es presidente electo quien haya sido elegido de acuerdo a los términos establecidos en el Artículo II de la Constitución de los Estados Unidos; es decir, quien haya obtenido una mayoría de votos en el Colegio Electoral o, en caso de que ningún candidato haya mayoría, quien sea elegido por la Cámara de Representantes, de acuerdo a las provisiones establecidas en la Duodécima Enmienda.
Durante el periodo entre la elección presidencial y la toma de posesión, el presidente saliente se denomina pato cojo, mientras que el presidente entrante encabeza una transición presidencial para asegurar un intercambio de poderes fluido. 
Si ha habido una reelección, no se habla de un presidente electo, pues ya se encuentra en el cargo y no está esperando asumirlo. Del mismo modo, si desde la vicepresidencia se asume la presidencia por la muerte, dimisión o proceso de destitución del anterior, no se trataría tampoco de un presidente electo, ya que se convertiría en presidente inmediatamente.